# Suburb
Suburb è il secondo album registrato in studio dal gruppo musicale italiano 'A67, pubblicato nel 2008.
È un concept-album di crossover mediterraneo dedicato alle periferie del mondo, intese come quartieri metropolitani ma anche come Sud, in cui il rap e il rock incontrano strumenti e lingue proprie della musica etnica.

## Descrizione
Con Suburb la rockband napoletana di Scampia dà seguito all'esordio di 'A camorra song'io, dal forte impegno anticamorra.
Le canzoni sono in napoletano, ad eccezione della cover Psyco P..
Il disco intende proporsi come manifesto della nuova realtà artistica napoletana e delle periferie del mondo, coinvolgendo (nelle canzoni, nella grafica e nei testi) la generazione dei trentenni dei duemila attenti alle dinamiche sociali e all'incontro fra culture.
Sono così rappresentate le diverse matrici napoletane, con la musica popolare di Marcello Colasurdo, la canzone politica con ‘O Zulù (ex 99 Posse, il dub con Francesco Di Bella (24 Grana), l'arte di Felice Pignataro (il figlio Luca ha curato la grafica del booklet), la fotografia di Mario Spada e la letteratura con gli inediti di Roberto Saviano e Valeria Parrella.
L'universalità della "periferia mondiale" è invece resa dalle partecipazioni di quattro rockband scelte, per comunanza di contenuti musicali e lirici, nelle due democrazie emergenti (India e Brasile) e, tenendo Napoli al centro del Mediterraneo, nelle altre due città che storicamente sono crogiuoli culturali (Marsiglia e Istanbul).
Sempre riferendosi all'intreccio multietnico, sono infine ospiti italiani Raffaela Siniscalchi e due musicisti che da trent'anni a questo si dedicano: Mauro Pagani e Mario Arcari.

## Tracce
1. Chi me sape – 3:45
2. ’O mbruoglio – 2:55
3. Senza respirà – 4:03
4. La passione – 3:32
5. Psyco P. – 3:44
6. L'inno dei muralisti – 0:44
7. Felice – 3:46
8. Muorz – 3:18
9. Io nun tengo 'o nomme – 3:34
10. Nun vedo niente – 4:27
11. TammorrAntiCamorra (bonustrack) – 4:39

Durata totale: 38:27
Testi e musiche di 'A67.

## Le canzoni
Chi me sape
Ospiti gli Avial, rockband indiana che interviene suonando il sitar elettrico e cantando in Malayalam, l'antica e ricca lingua del Kerala, lo stato del Sud da cui proviene il gruppo.
'O mbruoglio
Co-protagonista dell'urlo sull'imbroglio, il poeta e coreografo Calixto, giovane voce rap delle favelas di San Paolo (Brasile), diventando lui stesso un maestro di strada per i meninos de rua nei progetti di cooperazione internazionale dell'Orchestra do Mundo.
Senza respirà
Con la presenza del suono della ghironda di Pierre-Laurent Bertolino dei marsigliesi Dupain.
La passione
Con la voce di Raffaela Siniscalchi e la penna della scrittrice Valeria Parrella. A dipingere la scenografia fra Medioriente e Mediterraneo, sorta di orchestrazione dolce e profumata, il gruppo di Istanbul Kara Güneş nella sua versione acustica con gli strumenti tradizionali santur, ney e kemence.
L'inno dei muralisti
Scritto ed interpretato da Felice Pignataro.
Felice
La canzone è stata scritta quando Felice Pignataro era ancora in vita. Partecipa al canto Francesco Di Bella (voce dei 24 Grana). A Felice Pignataro è dedicato il primo Ep degli 'A67, e con i suoi murales sono state realizzate copertina e grafica dell'Ep relativo al progetto di educazione alla legalità "Voglie parlà!" (Polosud 2007).
Muorz
Acidi intarsi etno-metal, le sgroppate dello shanaji di Mario Arcari.
Io nun tengo 'o nomme
Ospite ‘O Zulù (ex 99 Posse), che ha fatto della musica la sua arma per gridare la propria insofferenza e rabbia.
Nun vedo niente
Con la voce dell'ex Walhalla Gabriella Pascale.
TammorrAntiCamorra
Dopo la collaborazione nel progetto "Voglie parlà", per mantenere l'impegno cominciato col precedente album 'A camorra song'io, qui la scelta di far parlare la musica popolare con la voce di Marcello Colasurdo. E laddove sembrano non servire altre parole, Saviano a ricordare Don Peppino Diana (il testo è tratto dal libro Gomorra; il cantato "Si' ‘a paura fa nuvanta ‘a dignità fa cientuttanta" è il ritornello della title track del disco ’A camorra song’io.
A proposito di questa collaborazione Roberto Saviano ha dichiarato: "Conosco gli 'A67 da quando scorrazzavo per Scampia. La loro musica è sempre stata nel mio quotidiano, è racconto e ritmo. Partecipare al loro disco con una mia lettura è stato un po' come aggiungere qualche nota al pentagramma di Daniele, Alfonso, Andrea, Enzo e Luciano."

## Ispirazioni
A proposito del mondo "minore" che raccontano e approfondiscono, gli 'A67 dicono che, nel pensare a "Suburb", un fondamentale esempio è stato il brano Europa Minor, affresco etnorock che fu brano-killer del primo disco di Mauro Pagani del 1978, cui parteciparono Mario Arcari e molti altri "pionieri" delle contaminazioni.

## Formazione
- Cantante: Daniele Sanzone
- Chitarre: Enzo Cangiano
- Sassofono e Tastiere: Andrea Verdicchio
- Basso elettrico: Alfonso Muras
- batteria: Luciano Esposito
- Programmazioni: Simone Chivilò
- Voce in "Chi me sape": Tony John (Avial - India)
- Sitar elettrico in "Chi me sape": Rex Vijayan (Avial - India)
- Voce in "’O mbruoglio": Calixto (Orchestra do Mundo - Brasile)
- Ghironda in "Senza respirà": Pierre-Laurent Bertolino (Dupain - Marsiglia)
- Voce in "La passione": Raffaela Siniscalchi
- Santur in "La passione": Özgür Yalçın (Kara Güneş - Istanbul)
- Ney in "La passione": Mübin Dünen (Kara Güneş - Istanbul)
- Kemence in "La passione": Oktay Üst (Kara Güneş - Istanbul)
- Flauto in "Psyco P.": Mauro Pagani
- Voce in "L'inno dei muralisti": Felice Pignataro
- Voce in "Felice": Francesco Di Bella (24 Grana)
- Shanaji' in "Muorz": Mario Arcari
- Voce in "Io nun tengo ‘o nomme": 'O Zulù
- Voce in "Nun vedo niente": Gabriella Pascale
- Voce in "TammorrAntiCamorra": Marcello Colasurdo
- Voce in "TammorrAntiCamorra": Roberto Saviano
- Tammorre in Senza respirà" e "TammorrAntiCamorra": Arcangelo Nocerino
- Nacchere in "TammorrAntiCamorra": Stefania Carrubbo